# Kilcornan
Kilcornan är en ort i republiken Irland.   Den ligger i grevskapet County Limerick och provinsen Munster, i den centrala delen av landet, 190 km väster om huvudstaden Dublin. Kilcornan ligger 28 meter över havet och antalet invånare är 671.
Terrängen runt Kilcornan är platt. Runt Kilcornan är det ganska glesbefolkat, med 32 invånare per kvadratkilometer. Närmaste större samhälle är Limerick, 18,3 km öster om Kilcornan. Trakten runt Kilcornan består i huvudsak av gräsmarker.